# Hötensleben
Hötensleben è un comune tedesco di 3 564 abitanti situato nel land della Sassonia-Anhalt.
Il 1º gennaio 2010 vi è stato aggregato il comune di Barneberg.